# 長尾房景
長尾 房景
- 室町時代、鎌倉長尾氏の一族。長尾景英の子。長尾景仲の実父。長尾実景の養父。
- 室町時代、越後長尾氏の一族。上田長尾氏の一族か。長尾清景（上総介）の父。兵庫助。肥前守。
- 戦国時代、越後長尾氏（古志長尾氏）の一族。以下で記述。

## 長尾房景 (古志長尾氏)
長尾 房景（ながお ふさかげ）は、戦国時代の武将。古志長尾氏当主。越後国栖吉城主。

## 略歴
明応4年（1495年）12月、父・長尾孝景から幼くして家督を譲られる。明応7年（1498年）5月、越後守護・上杉房能が郡司不入権を破棄し、古志郡は郡司である古志長尾氏の権限の下に置かれるはずであったが、守護代・長尾能景は自身の郡内の所領については房景の幼少を理由に管轄から外すよう要求した。当時の古志長尾氏の本拠地だった蔵王堂城は府内長尾氏の所領が多い大島庄にあり、支配の点で不便さを感じたからか16世紀初頭に本拠地を栖吉へと移している。この背景には、普済寺領であった栖吉及び周辺地域を同時期に古志長尾氏の所領として得たことがあった。
永正2年（1505年）から同4年（1507年）の間に元服し弥四郎房景と名乗った。
永正4年（1507年）8月、長尾為景が謀反を起こして房能を倒し上杉定実を新たな守護として擁立した時、房景は為景に味方し定実から恩賞として新たな所領を与えられている。しかし永正6年（1509年）に関東管領・上杉顕定が関東軍を率いて越後へ攻め入ると房景は顕定に味方し、翌永正7年（1510年）6月6日には為景方の蔵王堂城を攻め、主だった者百余人を討ち取り数百人を信濃川に追い込んだ。しかし同年8月には勢力を巻き返した定実・為景によって越後平定がなされており、房景も蔵王堂の合戦の後に為景方へ寝返った。
以後は一貫して為景方として戦い、永正11年（1514年）の上田庄での守護方との合戦では70人余りを討ち取った。永正16年（1519年）から17年（1520年）の為景の越中国進攻にも従い出撃するが、新庄の合戦で肉親や家臣を多く失うなど犠牲も大きかった。為景の求めに応じて転戦するうちに徐々に為景に従属していったが、自身も郡内の領主の被官化を進め、栖吉の城下町の整備を行った。
房景の後、大永・享禄年間以降の古志長尾氏は不明な部分が多いが、現在上杉家文書として房景以前の古志長尾氏関係文書が多く伝えられていることから天文12年（1543年）の長尾景虎の栃尾入部は古志長尾氏の継承と見られている。